# Hyppärit
Hyppärit är en ö i Finland. Den ligger i sjön Pälkänevesi och i kommunen Pälkäne i den ekonomiska regionen Tammerfors och landskapet Birkaland, i den södra delen av landet, 140 km norr om huvudstaden Helsingfors. Öns area är 0,8 hektar och dess största längd är 190 meter i sydväst-nordöstlig riktning.